# Dsmitryj Miltschakou
Dsmitryj Sjarhejewitsch Miltschakou (belarussisch Дзмітрый Сяргеевіч Мільчакоў, russisch Дмитрий Сергеевич Мильчаков/Dmitri Sergejewitsch Miltschakow; * 2. März 1986 in Minsk, Weißrussische SSR) ist ein belarussischer Eishockeytorwart, der seit 2021 beim AKM Nowomoskowsk in der Wysschaja Hockey-Liga unter Vertrag steht.

## Karriere
Dsmitryj Miltschakou begann seine Karriere als Eishockeyspieler in der Nachwuchsabteilung des schwedischen Top-Klubs MODO Hockey, in der er bis 2002 aktiv war. Anschließend kehrte der Torwart in seine belarussische Heimat zurück, in der er zunächst in der Saison 2002/03 für den HK Junost Minsk in der Extraliga unter Vertrag stand, ehe er drei Jahre bei dessen Ligarivalen HK Dinamo Minsk verbrachte. Von 2006 bis 2008 spielte er für den HK Wizebsk, ehe er je eine Spielzeit lang für den HK Homel und den HK Brest in der Extraliga zwischen den Pfosten stand.
Zur Saison 2010/11 wechselte Miltschakou innerhalb der Extraliga zu Metallurg Schlobin, wo er sich auf Anhieb zu einem der besten Torhüter der Extraliga entwickelte. In der Saison 2011/12 gewann er mit Metallurg Schlobin den belarussischen Meistertitel. Er selbst wurde zum besten Torwart der Extraliga gewählt.
Zwischen 2013 und 2016 stand er beim HK Dinamo Minsk in der Kontinentalen Hockey Liga unter Vertrag und wurde zeitweise weiter (per Leihvertrag) bei Metallurg eingesetzt. Ab 2018 spielte er im Jahrestakt für den HC Plzeň 1929, den HK Arlan Kökschetau und erneut Metallurg Schlobin, bevor er 2021 zum AKM Nowomoskowsk wechselte, der gerade frisch in die Wysschaja Hockey-Liga aufgenommen worden war.

### International
Für Belarus nahm Miltschakou im Juniorenbereich an den U18-Junioren-Weltmeisterschaften 2003 und 2004 sowie den U20-Junioren-Weltmeisterschaften der Division I 2004 und 2006 und der U20-Junioren-Weltmeisterschaft 2005 teil.
Im Seniorenbereich stand er im Aufgebot seines Landes bei den Weltmeisterschaften 2008, 2011, 2012, 2013 und 2016. Später stand er im Aufgebot seines Landes bei der Weltmeisterschaft 2019 in der Division I, als der Wiederaufstieg in die Top-Division gelang. Dieser konnte wegen der weltweiten COVID-19-Pandemie jedoch erst 2021 wahrgenommen werden. Zuem vertrat er seine Faben bei der Olympiaqualifikation für die Winterspiele in Sotschi 2014.

## Erfolge und Auszeichnungen
- 2011 Niedrigster Gegentorschnitt der Extraliga
- 2011 Beste Fangquote der Extraliga
- 2012 Belarussischer Meister mit Metallurg Schlobin
- 2012 Bester Torwart der Extraliga
- 2012 Niedrigster Gegentorschnitt der Extraliga
- 2012 Beste Fangquote der Extraliga
- 2013 Belarussischer Vizemeister mit Metallurg Schlobin
- 2013 Bester Torwart der Extraliga
- 2013 Niedrigster Gegentorschnitt der Extraliga
- 2013 Beste Fangquote der Extraliga
- 2014 Beste Fangquote der Extraliga
- 2017 Belarussischer Vizemeister mit dem HK Junost Minsk
- 2018 Gewinn des IIHF Continental Cups mit dem HK Junost Minsk
- 2018 Belarussischer Vizemeister mit dem HK Junost Minsk

### International
- 2004 Aufstieg in die Top-Division bei der U20-Junioren-Weltmeisterschaft der Division I
- 2004 Niedrigster Gegentorschnitt der U20-Junioren-Weltmeisterschaft der Division I, Gruppe B
- 2006 Aufstieg in die Top-Division bei der U20-Junioren-Weltmeisterschaft der Division I
- 2006 Niedrigster Gegentorschnitt der U20-Junioren-Weltmeisterschaft der Division I, Gruppe B
- 2006 Beste Fangquote der U20-Junioren-Weltmeisterschaft der Division I, Gruppe B
- 2019 Aufstieg in die Top-Division bei der Weltmeisterschaft der Division I, Gruppe A